# Stortingspresident
Stortingspresident är titeln för den person som planerar och leder arbetet i det norska Stortinget. Stortingspresident är den högsta offentliga ämbetet i Norge efter kungen.

## Roll
På uppdrag av Stortingets presidentskap (presidium) leder Stortingpresidenten arbetet i Stortinget. När Stortinget inte är samlat, fattar presidenten nödvändiga beslut angående Stortingets inre angelägenheter. Stortingets president och vicepresident kan fritas från att vara medlem av någon av Stortingets fasta utskott. Presidentskapet väljs efter varje stortingsval genom skriftligt val bland ledamöterna i Stortinget. Stortingspresidenten har ingen särskild makt enligt grundlagen och det förväntas att han står utanför de dagspolitiska frågorna.
Om en avgående statsminister inte ger kungen råd om vem som bör efterträda honom, kan Kungen vända sig till stortingspresidenten, presidentskapet eller de parlamentariska ledarna. Stortingspresidenten har då en rådgivande funktion. Kungen väljer i praktiken alltså inte längre själv ”Raad af stemmeberettigede norske Borgere”, som det står i § 12 i grundlagen.
Stortingspresidenten använder en ordförandeklubba som är tillverkad av nötträ från George Washingtons egendom i Virginia, och togs i bruk i maj 1949. Det är en gåva från norsk-amerikanen ingenjör Thomas Gillebo, som var son till tidigare stortingsledamoten Ole Torgersen Gillebo. Klubban har en inskription: ”Til presidenten for Norges Storting. Gud signe Norges land og folk.”

## Lista över stortingspresidenter
| Period          | Namn | Parti                                       |
| --------------- | --- | ------------------------------------------- |
| 2021–           | Masud Gharahkhani                                                                                                  | Arbeiderpartiet                             |
| 2021–2021       | Eva Kristin Hansen                                                                                                 | Arbeiderpartiet                             |
| 2018–2020/21    | Tone Wilhelmsen Trøen                                                                                              | Høyre                                       |
| 2013/14–2018    | Olemic Thommessen                                                                                                  | Høyre                                       |
| 2008/09–2012/13 | Dag Terje Andersen                                                                                                 | Arbeiderpartiet                             |
| 2005/06–2008/09 | Thorbjørn Jagland                                                                                                  | Arbeiderpartiet                             |
| 2001/02–2004/05 | Jørgen Kosmo | Arbeiderpartiet                             |
| 1997/98–2000/01 | Kirsti Kolle Grøndahl                                                                                              | Arbeiderpartiet                             |
| 1993/94–1996/97 | Kirsti Kolle Grøndahl                                                                                              | Arbeiderpartiet                             |
| 1989/90–1992/93 | Jo Benkow | Høyre                                       |
| 1985/86–1988/89 | Jo Benkow | Høyre                                       |
| 1981/82–1984/85 | Per Hysing-Dahl | Høyre                                       |
| 1973/74–1976/77 | Guttorm Hansen | Arbeiderpartiet                             |
| 1969/70–1972/73 | Leif Granli, Bernt Ingvaldsen                                                                                      | Arbeiderpartiet Høyre                       |
| 1965/66–1968/69 | Bernt Ingvaldsen                                                                                                   | Høyre                                       |
| 1961/62–1964/65 | Nils Langhelle | Arbeiderpartiet                             |
| 1958–1960/61    | Nils Langhelle, Oscar Torp                                                                                         | Arbeiderpartiet                             |
| 1954–1957       | Oscar Torp, Einar Gerhardsen                                                                                       | Arbeiderpartiet                             |
| 1950–1953       | Gustav Natvig-Pedersen                                                                                             | Arbeiderpartiet                             |
| 1945/46–1949    | Gustav Natvig-Pedersen, Fredrik Monsen                                                                             | Arbeiderpartiet                             |
| 1945            | Carl Joachim Hambro                                                                                                | Høyre                                       |
| 1940–1945       | | se Norge under andra världskriget           |
| 1937–1940       | Carl Joachim Hambro                                                                                                | Høyre                                       |
| 1934–1936       | Carl Joachim Hambro, Johan Nygaardsvold                                                                            | Høyre Arbeiderpartiet                       |
| 1931–1933       | Carl Joachim Hambro                                                                                                | Høyre                                       |
| 1928–1930       | Carl Joachim Hambro                                                                                                | Høyre                                       |
| 1925–1927       | Carl Joachim Hambro, Gunder A. Jahren, Ivar Lykke                                                                  | Høyre                                       |
| 1922–1924       | Ivar Lykke, Otto B. Halvorsen                                                                                      | Høyre                                       |
| 1919–1921       | Gunnar Knudsen, Ivar Lykke, Anders Buen, Ivar Petterson Tveiten, Otto B. Halvorsen                                 | Venstre Høyre Arbeiderpartiet Venstre Høyre |
| 1916–1918       | Ivar Petterson Tveiten, Martin Olsen Nalum, Johan Ludwig Mowinckel                                                 | Venstre                                     |
| 1913–1915       | Søren Tobias Årstad, Jørgen Løvland, Gunnar Knudsen                                                                | Venstre                                     |
| 1910–1912       | Magnus Halvorsen, Wollert Konow (SB), Jens K. M. Bratlie                                                           | Venstre Venstre Høyre                       |
| 1906/07–1909    | Edvard A. Liljedahl, Gunnar Knudsen, Carl Berner                                                                   | Venstre                                     |
| 1903/04–1905/06 | Carl Berner, Johan H. P. Thorne, Francis Hagerup                                                                   | Venstre Høyre Høyre                         |
| 1900/01–1902/03 | Edvard A. Liljedahl, Carl Berner                                                                                   | Venstre                                     |
| 1898–1899/1900  | Viggo Ullmann, Carl Berner, Johannes Steen                                                                         | Venstre                                     |
| 1895–1897       | Viggo Ullmann, Sivert A. Nielsen, Johannes Steen                                                                   | Venstre                                     |
| 1892–1894       | Viggo Ullmann, Sivert A. Nielsen                                                                                   | Venstre                                     |
| 1889–1891       | Thomas Cathinco Bang, Sivert A. Nielsen, Olaus Olsen Eskeland, Emil Stang                                          | - Venstre Moderate venstre Høyre            |
| 1886–1888       | Wollert Konow (SB), Sivert A. Nielsen, Johannes Steen                                                              | Venstre                                     |
| 1883–1885       | Johannes Steen, Johan Sverdrup                                                                                     |                                             |
| 1882            | Johannes Steen |                                             |
| 1880–1882       | Johannes Steen, Johan Sverdrup; Bernhard L. Essendrop                                                              | -                                           |
| 1877–1879       | Bernhard L. Essendrop, Johan Sverdrup                                                                              |                                             |
| 1874–1876       | Bernhard L. Essendrop, Johan Sverdrup                                                                              |                                             |
| 1871–1873       | Daniel Kildal, Johan Sverdrup                                                                                      |                                             |
| 1868–1869       | Hans Jørgen C. Aall, Georg Prahl Harbitz                                                                           |                                             |
| 1865–1866       | Niels Vogt, Georg Prahl Harbitz                                                                                    |                                             |
| 1864            | Georg Prahl Harbitz                                                                                                |                                             |
| 1862–1863       | Hans Jørgen C. Aall, Georg Prahl Harbitz                                                                           |                                             |
| 1859–1860       | Hans Jørgen C. Aall, Georg Prahl Harbitz                                                                           |                                             |
| 1858            | Ulrik Motzfeldt, Georg Prahl Harbitz                                                                               |                                             |
| 1857            | Ulrik Motzfeldt, Georg Prahl Harbitz                                                                               |                                             |
| 1854            | Hans Jørgen C. Aall, Georg Prahl Harbitz                                                                           |                                             |
| 1851            | Hans Jørgen C. Aall, Georg Prahl Harbitz                                                                           |                                             |
| 1848            | Halvor Olaus Christensen, Georg Prahl Harbitz, Hans Riddervold, Carl Valentin Falsen                               |                                             |
| 1845            | Niels Arntzen Sem, Søren A. W. Sørenssen, Carl Valentin Falsen                                                     |                                             |
| 1842            | Hans Riddervold, Søren A. W. Sørenssen                                                                             |                                             |
| 1839            | Hans Riddervold, Søren A. W. Sørenssen                                                                             |                                             |
| 1836–1837       | Johan Henrik Rye, Søren A. W. Sørenssen                                                                            |                                             |
| 1836            | Hans Riddervold, Søren A. W. Sørenssen,                                                                            |                                             |
| 1833            | Søren A. W. Sørenssen, Carl Valentin Falsen, Hans Riddervold                                                       |                                             |
| 1830            | Hans Riddervold, Søren A. W. Sørenssen, Niels Arntzen Sem, J. C. Herman Wedel Jarlsberg, Carl Valentin Falsen      | -                                           |
| 1828            | Herman Wedel Jarlsberg                                                                                             |                                             |
| 1827            | Niels Stockfleth Schultz, Lauritz Weidemann, J. C. Herman Wedel Jarlsberg, Christian Krohg                         |                                             |
| 1824            | Herman Wedel Jarlsberg, Christian Krohg, Georg Sverdrup, Valentin C. W. Sibbern                                    |                                             |
| 1822            | Carl Valentin Falsen, Valentin C. W. Sibbern                                                                       |                                             |
| 1821            | Ingelbrecht Knudssøn, Carsten Tank, Christian Magnus Falsen, Andreas Arntzen, Valentin C. W. Sibbern               |                                             |
| 1818            | Valentin C. W. Sibbern, Wilhelm F. K. Christie, Georg Sverdrup                                                     |                                             |
| 1815–1816       | Wilhelm F. K. Christie                                                                                             |                                             |
| 1814            | Wilhelm F. K. Christie, Christian A. Diriks                                                                        |                                             |
| Eidsvold        | Georg Sverdrup, Christian Magnus Falsen, Christian A. Diriks, Jens Schow Fabricius, Diderik Hegermann, Peder Anker |                                             |